# París-Santiago
París-Santiago es el título de un espectáculo musical-coreográfico de Los Jaivas con el Ballet Nacional Chileno, estrenado durante 2003, y editado en DVD durante 2008. Corresponde a un montaje coreográfico creado por Gigi Caciuleanu, inspirado en la música de la banda chilena, y estrenado apenas meses después de la muerte de su emblemático vocalista, Gato Alquinta. Los Jaivas cuentan con tres de sus miembros fundadores (Mario Mutis, Claudio y Eduardo Parra), quienes son acompañados por Juanita Parra y Carlos Cabezas, provenientes de las anteriores formaciones, además de los tres hijos de Gato (Eloy, Aurora y Ankatu Alquinta), en reemplazo de su padre.
La obra obtuvo el premio APES 2003, año de su exitoso estreno, y surgió de la impresión que la música de Los Jaivas provocó en el destacado bailarín y coreógrafo Gigi Caciuleanu, quien al igual que Los Jaivas ha compartido su vida entre París – donde reside – y Santiago, donde trabaja con el Ballet Nacional Chileno (BANCH) desde el año 2001. "Me impactó por una parte la energía fantástica que ellos emanan en el escenario y por otra, su música inspiradora".
París-Santiago se estrenó durante la temporada 2003 y se volvió a presentar durante 2008, con la presencia de René Olivares, pintor amigo del grupo y diseñador de la mayoría de las portadas de sus discos, en el escenario. Sobre esto, Mario Mutis, primera voz de la banda tras la muerte de Gato Alquinta, quien participó del estreno de París-Santiago en 2003, opinó que "estamos uniendo cada vez más arte porque ahora a la música, la danza y la poesía, se unirá la plástica", dando como resultado un espectáculo original, entretenido e impactante.

## Lista de canciones
La siguiente tabla contiene la lista de canciones que acompaña el espectáculo coreográfico. Aquellas destacadas corresponden a interpretaciones de Los Jaivas, mientras que el resto de las pistas corresponde a fragmentos de canciones francesas.

### Principal
| Pista | Nombre                                               | Autor                              | Intérprete                                          | Tiempo |
| 1     | "Paris Canaille" (fragmento)                         | Léo Ferré                          | Juliette Greco con Jean-Michel Defaye y su orquesta | 1:07   |
| 2     | "Hijos de la Tierra"                                 | Eduardo Parra, Los Jaivas          | Los Jaivas                                          | 4:46   |
| 3     | "Les Feuilles Mortes" (fragmento)                    | J. Prévert, J. Kosma               | Yves Montand                                        | 0:27   |
| 4     | "Canción del Sur"                                    | Los Jaivas                         | Los Jaivas                                          | 8:08   |
| 5     | "Au Rois de Saint-Amand" (fragmento)                 | Barbara                            | Barbara                                             | 0:29   |
| 6     | "La Conquistada"                                     | Los Jaivas                         | Los Jaivas                                          | 7:29   |
| 7     | "Hymne a l'Amour" (fragmento)                        | Monnot, Piaf                       | Édith Piaf                                          | 0:33   |
| 8     | "Amor Americano"                                     | Pablo Neruda, Los Jaivas           | Los Jaivas                                          | 1:31   |
| 9     | "Gosse de Paris" (fragmento)                         | Sylviano, Leliévre, Varna, De Lima | Mistinguett                                         | 0:29   |
| 10    | "Verbo Divino"                                       | Los Jaivas                         | Los Jaivas                                          | 0:26   |
| 11    | "Tema de las Clases"                                 | Los Jaivas                         | Los Jaivas                                          | 0:40   |
| 12    | "Himno del Liceo Guillermo Rivera"                   | Marta Olea                         | Los Jaivas                                          | 0:19   |
| 13    | "Date una Vuelta en el Aire"                         | Manduka, Los Jaivas                | Los Jaivas                                          | 3:29   |
| 14    | "Dans les Squares à Paris, au Printemps" (fragmento) | Rainger, Palex                     | Maurice Chevalier                                   | 0:20   |
| 15    | "Guajira Cósmica" (introducción)                     | Los Jaivas                         | Los Jaivas                                          | 1:47   |
| 16    | "Les Prénoms de Paris" (fragmento)                   | Jacques Brel                       | Jacques Brel                                        | 0:53   |
| 17    | "Canción para los Pájaros"                           | Los Jaivas                         | Los Jaivas                                          | 3:21   |
| 18    | "Le Mal de Vivre" (fragmento)                        | Barbara                            | Barbara                                             | 0:41   |
| 19    | "Arauco Tiene una Pena" (introducción)               | Violeta Parra                      | Los Jaivas                                          | 6:34   |
| 20    | "Paname" (fragmento)                                 | Léo Ferré                          | Juliette Grecco con André Popp y su orquesta        | 0:22   |
| 21    | "Parlez-moi d'Amour" (fragmento)                     | J. Lenoir                          | Juliette Grecco con Francoise Rauber y su orquesta  | 0:37   |
| 22    | "Rosas en el Jardín"                                 | Los Jaivas                         | Los Jaivas                                          | 4:47   |
| 23    | "La Vie en Rose" (fragmento)                         | Louiguy, Piaf                      | Édith Piaf                                          | 0:50   |
| 24    | "J'ai Deux Amours" (fragmento)                       | Scotto, Koger, Varna               | Joséphine Baker                                     | 1:06   |
| 25    | "Adieu Paris" (fragmento)                            | Sanders, Boyer                     | Berthe Sylva                                        | 0:36   |
| 26    | "En el Tren a Paysandú"                              | Eduardo Parra, Los Jaivas          | Los Jaivas                                          | 4:13   |
| 27    | "Solitarios de un Beso"                              | Los Jaivas                         | Los Jaivas                                          | 4:11   |
| 28    | "La Java Bleue" (fragmento)                          | Scotto, Koger, Renard              | Fréhel                                              | 0:36   |
| 29    | "Si Tú No Estás"                                     | Los Jaivas                         | Los Jaivas                                          | 3:25   |
| 30    | "Si Tu Vas a Paris" (fragmento)                      | Charles Trenet                     | Charles Trenet                                      | 0:17   |
| 31    | "Los Caminos Que Se Abren"                           | Los Jaivas                         | Los Jaivas                                          | 9:24   |
| 32    | "On Danse á Paris"                                   | Charles Trenet                     | Charles Trenet                                      | 0:23   |
| 33    | "Nubecita Blanca"                                    | Gato Alquinta, Los Jaivas          | Los Jaivas                                          | 3:08   |
| 34    | "Bosques Virginales" (fragmento)                     | Eduardo Parra, Los Jaivas          | Los Jaivas                                          | 1:07   |
| 35    | "Ma Plus Belle Historie d'Amour" (fragmento)         | Barbara                            | Barbara                                             | 0:34   |
| 36    | (Bis) "Mira Niñita"                                  | Los Jaivas                         | Los Jaivas                                          | 6:14   |

### Extras
1. "Gigi: Un Viaje Hacia la Creación" – 17:57
2. "Conversando con el Ballet Nacional Chileno" – 16:08
3. "París-Santiago en el Corazón de Los Jaivas" – 8:32
4. "Retrato de Eloy" – 11:05
5. "Biografía/Discografía"